# Bloody Sunday (1972)

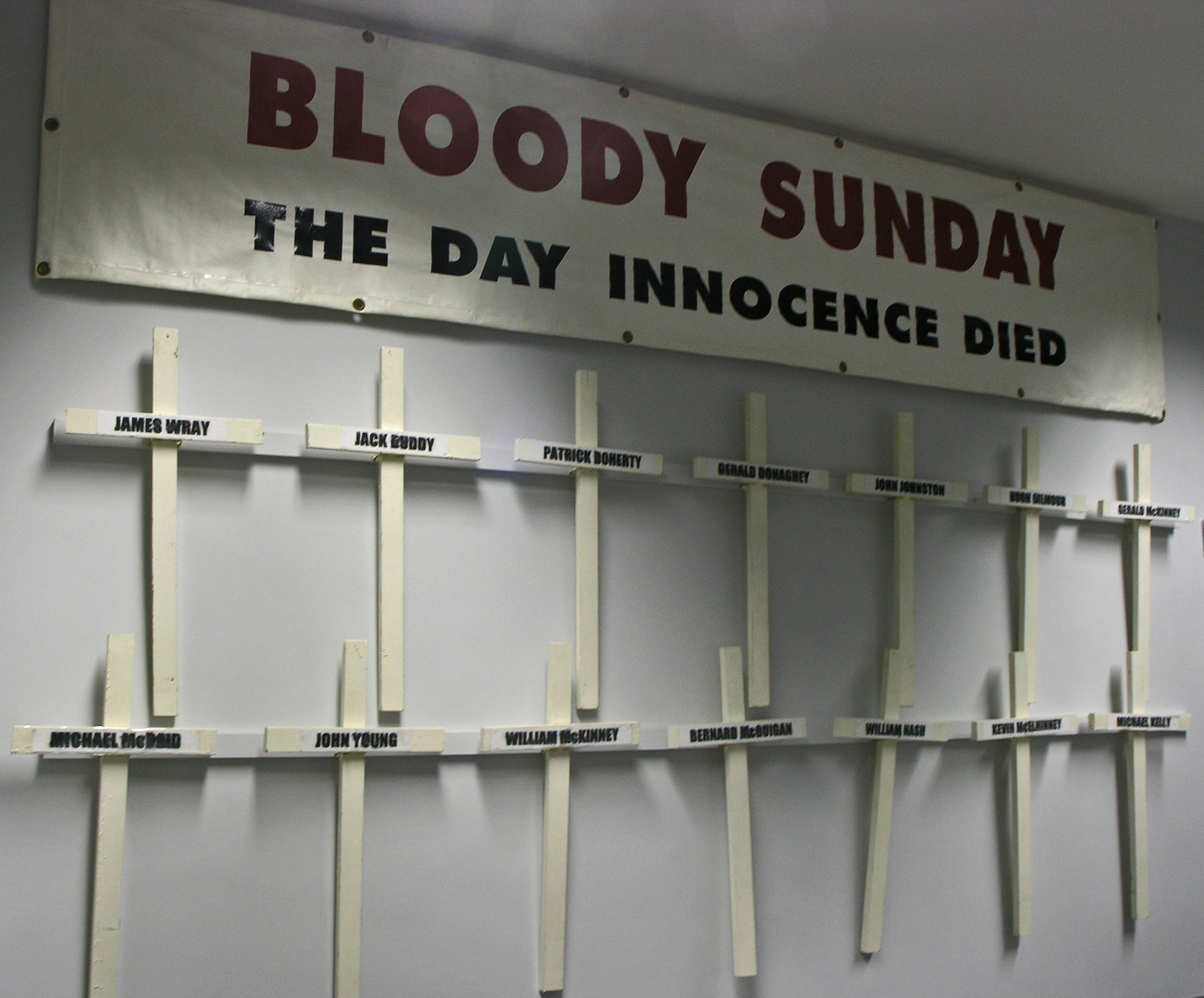
Veertien kruizen ter nagedachtenis aan de slachtoffers

Bloody Sunday is de bijnaam die in Noord-Ierland wordt gebruikt voor 30 januari 1972, de dag waarop in het stadsdeel Bogside van Derry veertien ongewapende jongens en mannen werden neergeschoten door Britse soldaten na een aanvankelijk vreedzaam verlopen, maar door de Britten verboden, demonstratie voor de burgerrechten. De demonstratie, met de Guildhall in het centrum als bestemming, was georganiseerd door de protestantse Ivan Cooper om te protesteren tegen de opsluiting van, voornamelijk katholieke, Ieren in Noord-Ierland.
Jarenlang tot 1998 toen de aanslag in Omagh plaats vond, was dat de dodelijkste aanslag in Noord-Ierland.

## Widgery-tribunaal
Het Widgery-tribunaal, dat voor deze zaak ingesteld werd, achtte de militairen "niet schuldig" aan de dood van de veertien burgers. Er is in deze zaak nooit een veroordeling uitgesproken.
Wel stelde Widgery, dat het gedrag van de militairen "roekeloos" was geweest. Een diskwalificatie zonder strafrechtelijke gevolgen. De zaak bleef daardoor altijd opspelen en aan de vooravond van het Goedevrijdagakkoord in 1998 werd overeengekomen om alsnog een grondig onderzoek te laten verrichten.

## Rapport van magistraat Mark Saville: excuus van de regering
De Britse premier David Cameron heeft op dinsdag 15 juni 2010 namens de regering in het Britse Lagerhuis zijn excuses aangeboden voor de dood van veertien ongewapende betogers tijdens Bloody Sunday in 1972.
De premier deed dit tijdens een presentatie van een langverwacht rapport van de magistraat Mark Saville. Het lijvige rapport verscheen na 12 jaar en de conclusies waren volgens Cameron "schokkend". Volgens Lord Saville was de dood van de veertien betogers "onrechtvaardig en onverdedigbaar". Het onderzoek is het duurste en langste in de Britse justitiële geschiedenis. De ex-militairen wacht mogelijk vervolging door de Britse justitie.

## Betekenis
Bloody Sunday wordt vaak aangeduid als het escalatiepunt van de dertigjarige burgeroorlog (The Troubles) die in Noord-Ierland plaatsvond. Hoewel de start van de oorlog van de IRA tegen de Britse overheersing drie jaar voor Bloody Sunday was begonnen, was de IRA nog een veel kleinere en zwakkere organisatie. 
Herinneringen aan Bloody Sunday overschaduwen nog altijd de recentste conflicten in de geschiedenis van onderlinge schermutselingen tussen de Ieren en de Britten, waarschijnlijk omdat de slachting van de onschuldigen op die zondag in januari werd uitgevoerd door Britse soldaten, en niet door paramilitairen.

## De omgekomenen
- Jackie Duddy, 17, werd neergeschoten op het parkeerterrein van de Rossville Flats. Vier getuigen hebben verklaard dat Duddy ongewapend was terwijl hij van de paratroopers wegrende. Drie getuigen zagen een soldaat richten op de tiener terwijl hij rende voor zijn leven.
- Patrick Doherty, 31, werd van achteren doodgeschoten terwijl hij kruipend een schuilplaats probeerde te vinden in de buurt van de Rossville Flats. Doherty werd gefotografeerd door de Franse journalist Gilles Peress een paar seconden voordat hij stierf.
- Bernard McGuigan, 41, werd doodgeschoten in zijn achterhoofd terwijl hij Patrick Doherty probeerde te helpen. Hij had met een witte zakdoek naar de Britse soldaten gezwaaid om te laten zien dat hij vreedzame bedoelingen had.
- Hugh Gilmour, 17, werd van achteren doodgeschoten terwijl hij wegrende van de paratroopers op Rossville Street. Een foto die een paar seconden nadat hij was neergeschoten was genomen, liet zien dat hij ongewapend was.
- Kevin McElhinney, 17, werd van achteren doodgeschoten terwijl hij kruipend een schuilplaats probeerde te vinden bij de hoofdingang van de Rossville Flats. Twee getuigen verklaarden dat McElhinney ongewapend was.
- Michael Kelly, 17, werd gedood door een schot in het onderste gedeelte van zijn torso terwijl hij vlak bij de puinbarricade voor de Rossville Flats stond.
- John Young, 17, werd gedood door een schot in zijn hoofd terwijl hij bij de puinbarricade bij de Rossville Flats stond. Twee getuigen verklaarden dat Young ongewapend was.
- William Nash, 19, werd gedood door een schot in zijn borst bij de barricade. Getuigen verklaarden dat Nash ongewapend was. Nash werd neergeschoten toen hij op weg was om een gewonde te helpen.
- Michael McDaid, 20, werd dodelijk in zijn gezicht geschoten terwijl hij wegliep van de paratroopers. Het traject van de kogel toonde dat hij gedood werd door soldaten die op de stadsmuren van Derry stonden.
- James Wray, 22, lag al gewond op de grond toen hij door een Britse soldaat van dichtbij werd doodgeschoten. Getuigen verklaarden dat hij zijn benen niet kon bewegen toen hij werd doodgeschoten.
- Gerald Donaghy, 17, werd dodelijk in zijn buik getroffen terwijl hij voor zijn leven rende tussen Glenfada Park and Abbey Park. Donaghy werd door andere mensen naar een huis in de buurt gebracht, waar hij onderzocht werd door een arts. Zijn broekzakken zijn doorzocht om hem te kunnen identificeren. Een later door de politie gemaakte foto van Donaghy's lijk liet zien dat er spijkerbommen in zijn kledingzakken zaten. Niemand die zijn kledingzakken heeft doorzocht in het huis heeft bommen gevonden. Ook de Britse medische soldaat die zijn dood verklaarde vlak na de moord, had geen bommen of explosieven gezien.
- Gerald McKinney, 35, doodgeschoten vlak na Gerald Donaghy. Getuigen verklaarden dat McKinney vlak achter Donaghy aan het rennen was. Hij stopte toen hij Donaghy naar de grond zag vallen en schreeuwde: "Don't shoot!" Hij werd toen in zijn borst doodgeschoten.
- William McKinney, 26, van achteren doodgeschoten toen hij een poging deed Gerald McKinney (geen familie) te helpen. Hij had zijn schuilplaats verlaten om hem te helpen.
- John Johnson, 59, vijftien minuten voordat de schietpartij begon werd Johnson neergeschoten, hij deed niet mee aan de demonstratie maar was op weg naar een vriend in Glenfada Park. Johnson stierf 4,5 maand na Bloody Sunday.

## Bloody Sunday in populaire cultuur
De Ierse popgroep U2 had een hit in 1983 met het lied Sunday Bloody Sunday dat over deze gebeurtenis verhaalde. Elf jaar eerder hadden John Lennon en Yoko Ono ook een nummer onder dezelfde titel op het album Some Time In New York City, dit nummer vertelde ook over de gebeurtenissen en uitte veel kritiek op de Engelsen. Op het album stonden ook nog andere protestliederen, waaronder The Luck Of The Irish, dat ook over het lot van de Ieren ging.
In 2002 verscheen de film Bloody Sunday van Paul Greengrass die de gebeurtenissen beschrijft.